# Pliopetaurista
Pliopetaurista — вимерлий одновидовий рід ссавців з триби Pteromyini родини вивіркових. Викопні матеріали (30, згідно з Paleobiology Database) знайдено у Європі (Франція, Німеччина, Греція, Угорщина, Польща, Румунія, Росія, Словаччина, Іспанія, Австрія, Італія) та Азії (Китай).